# 八千代コミュニティプラザ
八千代コミュニティプラザ（やちよコミュニティプラザ）は、兵庫県多可郡多可町八千代区中野間にある公共施設。

## 概要
1978年（昭和53年）に八千代町役場として竣工した八千代公民館と八千代地域局の統合、耐震補強など大規模改造を行い、2011年5月6日に八千代コミュニティプラザとして新しくオープンした。これまでの地域局と公民館の機能を備え、コミュニティづくり、地域づくりの活動拠点として再構築された。プラザ内には、八千代図書室が併設されている。また、玄関ロビーには、敬老の日ギャラリーが
ある。
千代コミュニティプラザの玄関脇には、高さ約2メートルの「敬老の日提唱の地」の石碑が建っている。

### 耐震補強・大規模改造工事
- 請負業者：イマナカ・森田経常建設企業体
- 請負金額：152,565,000円
- 工期 ：2010年（平成22年）10月26日から2011年（平成23年）3月31日

### 年表
- 1978年（昭和53年） - 八千代町役場として竣工
- 1985年（昭和60年）9月15日 - 玄関脇に「敬老の日提唱の地」と刻まれた高さ約2mの石碑が建立
- 2005年（平成17年）11月1日 - 中町・加美町と合併して多可町が発足、同日八千代町廃止
- 2010年（平成22年）10月1日 - 八千代コミュニティプラザ整備工事に伴い、2011年（平成23年）3月31日まで八千代公民館を休館
- 2011年（平成23年）5月6日 - 八千代コミュニティプラザとして新しくオープン、八千代図書室を八千代コミュニティプラザ内にリニューアルオープン[3]

## 施設概要
- 所在地：677 - 0192 兵庫県多可郡多可町八千代区中野間650番地1
- 1階
  - 多世代交流サロン
  - 敬老の日ギャラリー
  - 交流広場
  - 図書室
  - 会議室1、2
  - 調理実習室
  - はぎの間（和室）
  - 茶道室
  - 事務室
  - 男女別トイレ、多目的トイレ（オストメイト、ベビーシート）
- 2階
  - 大ホール
  - 会議室3、4
  - 相談室1、2
  - 男女別トイレ、多目的トイレ（ベビーシート）

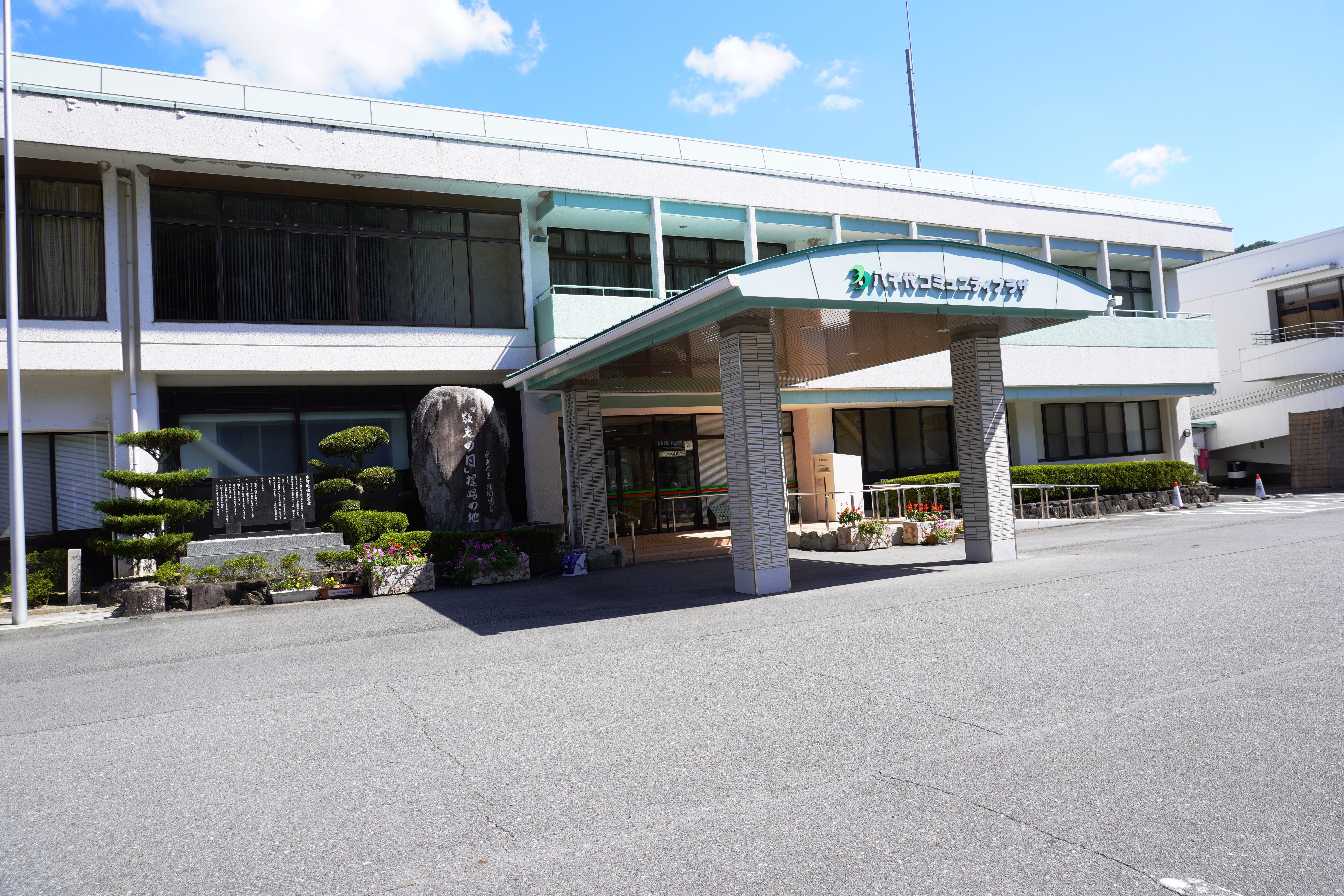
八千代コミュニティプラザ
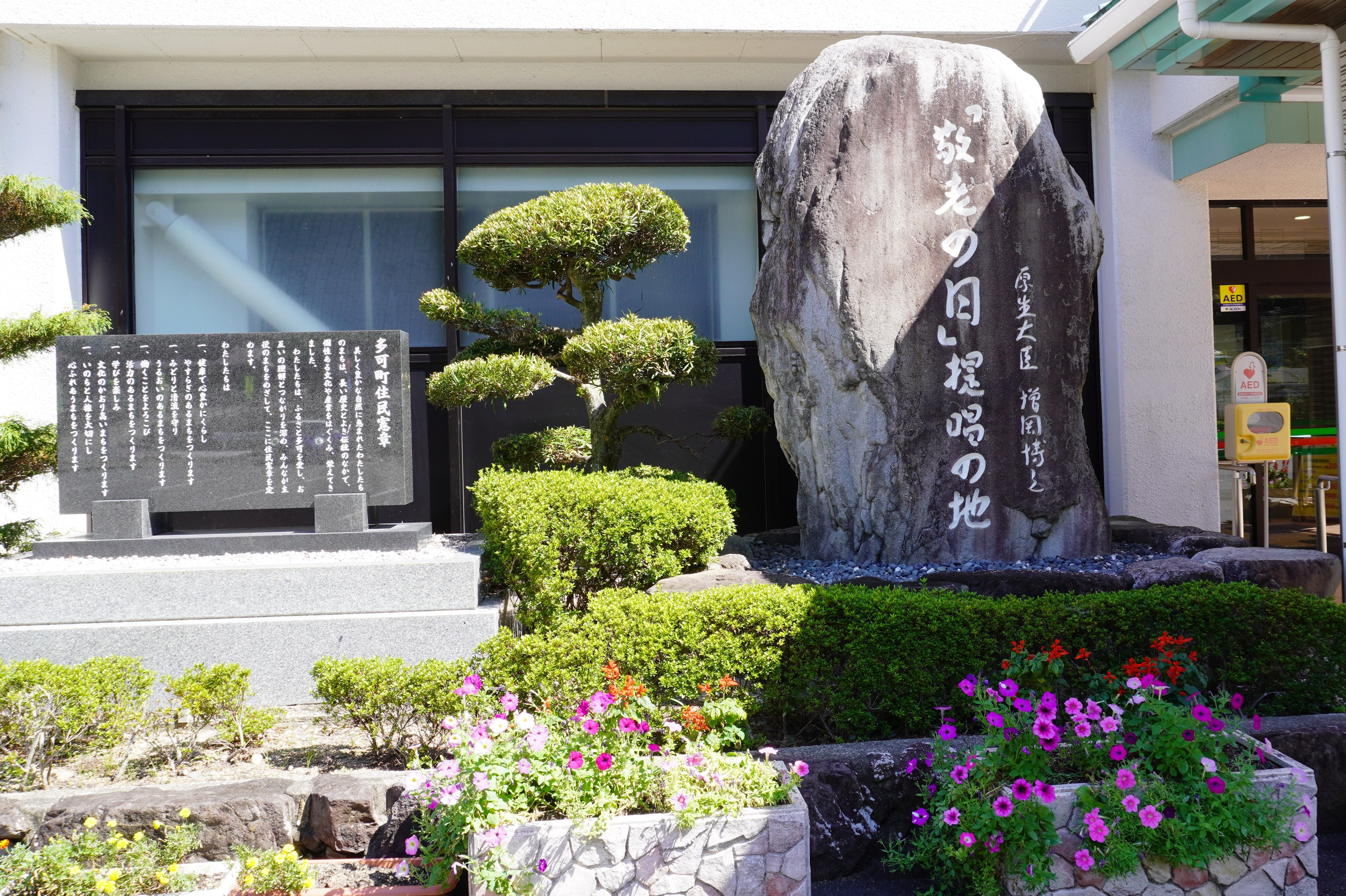
八千代コミュニティプラザ玄関前

## 周辺
- 多可町立八千代中学校
- 多可町立八千代小学校
- 多可消防署八千代駐在所
- 西脇警察署 貴船駐在所
- 俵田住民センター
- 仕出原住民センター
- 多可町八千代B&G海洋センター
- 多可町立 ガルテン八千代
- 八千代郵便局
- ホタルの里 (俵田)

## アクセス
- 路線バス
  - JR西日本加古川線西脇市駅から神姫グリーンバス大屋行きで約30分、山中／八千代プラザ前停留所下車
- 自動車
  - JR西日本加古川線西脇市駅から県道34号、県道143号で10㎞（約17分）